# Razze canine estinte
Questa è un elenco di razze, varietà e tipi di cani estinti:
| Nome                                 | Immagine | Note                         |
| ------------------------------------ | -------- | ---------------------------- |
| Alaunt                               |          |                              |
| Alpine Spaniel                       |          | Francia Svizzera             |
| Argentine Polar Dog                  |          | Argentina                    |
| Belgian Mastiff                      |          | Belgio                       |
| Balloch setter                       |          | Scozia                       |
| Black and Tan Terrier                |          | Inghilterra                  |
| Blue Paul Terrier                    |          | Inghilterra                  |
| Braque du Puy                        |          | Francia                      |
| Bull and terrier                     |          | Inghilterra                  |
| Bullenbeisser                        |          | Germania                     |
| Chien-gris                           |          | Francia                      |
| Cane nativo dell'isola di Goodenough |          | Papua Nuova Guinea           |
| Cane pastore peruviano               |          | Perù                         |
| Cordoba Fighting Dog                 |          | Argentina                    |
| Cumberland Sheepdog                  |          | Inghilterra                  |
| Cur                                  |          | Inghilterra                  |
| Dalbo dog                            |          | Svezia                       |
| Dogo Cubano                          |          | Cuba                         |
| Dumfriesshire Black and Tan Foxhound |          | Inghilterra                  |
| English Water Spaniel                |          | Inghilterra                  |
| English White Terrier                |          | Inghilterra                  |
| Fila da Terceira                     |          | Brasile                      |
| Fuegian dog                          |          | Argentina                    |
| Grand Fauve de Bretagne              |          | Inghilterra                  |
| Halls Heeler                         |          | Australia                    |
| Hare Indian Dog                      |          | Canada                       |
| Hawaiian Poi Dog                     |          | Hawaii                       |
| Hunting Dog (Felids)                 |          |                              |
| Kurī                                 |          | Nuova Zelanda                |
| Khoi dog                             |          | Sudafrica                    |
| Lapponian Shepherd                   |          | Svezia Finlandia             |
| Limer                                |          | Francia Inghilterra          |
| Mha Kon Klab                         |          | Thailandia                   |
| Marquesan Dog                        |          | Polinesia francese           |
| Mastino alpino                       |          | Francia Italia Svizzera      |
| Medelyan                             |          | Russia                       |
| Molossus                             |          | Grecia                       |
| Moscow Water Dog                     |          | Russia                       |
| Norfolk Spaniel                      |          | Inghilterra                  |
| North Country Beagle                 |          | Inghilterra                  |
| Old Croatian Sighthound              |          | Croazia Bosnia ed Erzegovina |
| Old English Bulldog                  |          | Inghilterra                  |
| Old Spanish Pointer                  |          | Spagna                       |
| Paisley Terrier                      |          | Inghilterra                  |
| Polynesian Dog                       |          | Polinesia francese           |
| Rache                                |          | Inghilterra                  |
| Rastreador Brasileiro                |          | Brasile                      |
| Russian tracker                      |          | Russia                       |
| Sakhalin Husky                       |          | Russia                       |
| Salish Wool Dog                      |          | Canada Stati Uniti           |
| Segugio celtico                      |          | Irlanda                      |
| Sleuth hound                         |          | Scozia                       |
| Southern Hound                       |          | Inghilterra                  |
| St. John's Water Dog                 |          | Canada                       |
| Tahitian Dog                         |          | Polinesia francese           |
| Tahltan Bear Dog                     |          | Canada                       |
| Talbot                               |          | Inghilterra                  |
| Tesem                                |          | Egitto                       |
| Toy Bulldog                          |          | Inghilterra                  |
| Toy Trawler Spaniel                  |          | Inghilterra                  |
| Turnspit Dog                         |          | Inghilterra                  |
| Tweed Water Spaniel                  |          | Inghilterra                  |
| Welsh Hillman                        |          | Galles                       |